# فيلون (إدلب)
فيلون قرية سورية تتبع ناحية مركز إدلب في منطقة مركز إدلب في محافظة إدلب. بلغ عدد سكانها 3,136 نسمة في عام 2004 حسب إحصاء المكتب المركزي للإحصاء.
قرية فيلون هي قرية سورية صغيرة نسبيا تقع إلى الجنوب من مدينة إدلب وتبعد 5 كم عنها، يعمل غالبية السكان بالزراعة وتشتهر بزراعة الزيتون واشجار الفاكهة .
تتطورت القرية بتصاعد مستمر حيث أحدثت فيها مباني حديثة ومحلات تجارية وبعض المنشأت، وتتميز بطابعها الريفي الجميل حيث الخضرة وجمال الطبيعة والجو المعتدل
تتميز قرية فيلون بطابعها الاجتماعي وبعض العادات الجميلة والمميزة للطابع الريفي والبساطة في العيش
وتلتف جميع العائلات وتتعاون في الأمور الخدمية والخيرية
تتميز هذه القرية بزراعة أشجار الزيتون والتين والرمان والكرز والمحلب والكثير من الأشجار المثمرة .....
يتميز الزيت المستخرج من قرية فيلون بنوعيته الفريدة وبتحليله الكيميائي ذو العناصر المفيدة ووجود بعض العناصر بنسب تركيز غير موجودة في غيره من زيت الزيتون مما أعطاه أهميته على مستوى العالم والمستوى المحلي . [بحاجة لمصدر]
فيها مدرستين للتعليم الأساسي وهي تفتقر للخدمات العامة من مستوصف وطرقات
نسبة التعليم فيها لم تصل إلى الحد المطلوب مقارنة مع القرى المجاورة